# Björtomta
Björtomta is een plaats in de gemeente Bollnäs in het landschap Hälsingland en de provincie Gävleborgs län in Zweden. De plaats heeft 68 inwoners (2005) en een oppervlakte van 22 hectare.